# Michael O'Kennedy
Michael O'Kennedy (Nenagh, condado de Tipperary, 21 de febrero de 1936 - Dublín, 15 de abril de 2022) fue un político irlandés que ha ocupado diversos cargos ministeriales en su país y fue miembro de la Comisión Europea entre 1981 y 1982.

## Biografía
Afiliado al partido conservador Fianna Fáil (FF), en las elecciones legislativas del año 1965 se va a convertir en senador del Seanad Éireann, cargo que va a mantener hasta finales de 1969. Posteriormente, en las elecciones legislativas de 1969, fue elegido diputado en el Dáil Éireann, por la circunscripción de Tipperary North, permaneciendo en ese puesto hasta enero de 1981. Entre tanto, en 1970 fue nombrado secretario del Ministerio de Eduacación y en 1972, Ministro sn Cartera en el gobierno de Jack Lynch, convirtiéndose en Ministro de Transporte y Energía entre enero y marzo de 1973.
En 1977 su partido vuelve al poder, siendo nombrado sucesivamente Ministro de Asuntos Exteriores, Finanzas y Servicios Públicos en el nuevo gobierno de Lynch. En diciembre de 1980 abandona la política nacional para ser nombrado miembro de la Comisión Thorn, en la cual pasa a ser Comisario Europeo de Personal, Administración y Oficina Estadística.